# Ricardo Vélez Rodríguez
Ricardo Vélez Rodríguez, né le 15 novembre 1943 à Bogota, est un philosophe, théologien et professeur d’origine colombienne, naturalisé brésilien. Il est ministre de l'Éducation du Brésil du gouvernement de Jair Bolsonaro de janvier à avril 2019. Nombre d’observateurs le classent à l’extrême droite. 

## Vie privée
D’après son propre récit, Ricardo Vélez Rodríguez ne se sentait pas en sécurité en 1979 à Medellín, où il habitait : dix-huit professeurs venaient d’y être assassinés. Puisque sa première épouse était brésilienne, ils avaient décidé d’aller provisoirement au Brésil, y attendre que les choses se calment en Colombie et aussi qu’il y finisse son doctorat. Vu que la violence continuait, ils se sont finalement installés au Brésil. 
Il a acquis la nationalité brésilienne en 1997.
Lors de sa nomination à la tête du ministère de l’Éducation, il habitait à Londrina avec sa deuxième épouse, Paula Prux. Ils ont un fils né en 1992,.

## Formation et carrière universitaire
Les éléments de sa formation et de sa carrière sont rassemblés dans trois documents : une vidéo enregistrée par le ministre et diffusée par ministère de l’Éducation brésilien ; sa fiche personnelle à l’Instituto de Humanidades et celle du site colombien ensayistas. 
Ricardo Vélez Rodríguez fait ses études secondaires au lycée de La Salle à Bogotá, puis il y obtient à l’Institut Tihamér Thót le « Título de grado » (titre d’enseignement supérieur correspondant en France au baccalauréat universitaire) en Sciences humaines qu’il complète en 1963 par une licence de philosophie à l’université pontificale bolivarienne de Medellín ; 
de 1965 à 1967, il étudie la théologie au Séminaire Conciliaire de Bogotá ; 
de 1968 à 1971, il enseigne littérature et philosophie à l’université pontificale bolivarienne et, toujours à Medellin, éthique entrepreneuriale à l’Escuela de Administración de Empresas et à l’Instituto Tecnológico ; 
de 1972 à 1973, il mène de front l’enseignement de la philosophie et des sciences humaines à deux université de Bogotá, l’université Externado de Colombie et l’université du Rosaire, tout en préparant une maîtrise de philosophie à l’université pontificale catholique de Rio de Janeiro, où il obtient la maîtrise de philosophie en 1974. Ensuite, pendant trois ans, il dirige des recherches postdoctorales à Medellin. 
Il se fixe définitivement au Brésil en 1979, d’abord à São Paulo, où il donne des conférences à l’université de São Paulo jusqu’en 1981, date à laquelle il déménage vers Londrina pour enseigner dans l’université d’État de Londrina, où il crée un postdoctorat. 
Parallèlement, il prépare un doctorat de philosophie à Rio de Janeiro dans l’université Gama Filho. Quelques années plus tard, en 2014, cette université perdra son accréditation en raison de sa « basse qualité pédagogique ». La thèse du futur ministre porte sur Francisco José de Oliveira Viana (1883-1951), un académicien brésilien. Non seulement il s’agissait d’un auteur raciste antijaponais, mais aussi d’un eugéniste qui prêchait (à la page 285) dans Raça e assimilação (1932, « Race et assimilation ») le métissage des Noirs avec les races aryennes ou sémites « afin qu’ils perdent de leur pureté ». De 1985 à 1990, Ricardo Vélez Rodríguez enseigne à l’université d'État de Rio de Janeiro et à l’université fédérale de Juiz de Fora. 
Enfin, son état de service indique encore d’autres enseignements parallèles à d’autres universités, avant qu’il prenne sa retraite en 2013.

## Nomination au ministère de l’Éducation
La désignation d’un colombien, fût-il naturalisé, à un ministère si convoité n’allait pas de soi. La veille de la décision, le mercredi 21 novembre, la Folha de S.Paulo et O Estado de S. Paulo tablent pour ce poste sur Mozart Neves Ramos. Ce dernier s’était même entretenu avec Jair Bolsonaro. Cette possibilité est mal perçue par le groupe évangéliste : ils accusent Ramos d’être « mondialiste ». Silas Malafaia, un fameux télévangéliste se précipite le matin du 22 novembre chez le président élu, quelques heures à peine avant la décision finale, pour défendre le nom de Guilherme Schelb, un procureur connu pour sa dénonciation de l’idéologie du genre dans les écoles, partisan de la chasse aux professeurs de gauche. Cependant, dans la nuit du même jour, Jair Bolsonaro met un terme au suspense et annonce par tweet que le Colombien est le nouveau ministre, ce qui est salué dans les cercles d’extrême-droite.
L'influence du philosophe Olavo de Carvalho a probablement changé la donne. Installé aux États-Unis, anticommuniste convaincu, connu comme « gourou du président », il jouit d’un grand prestige aux yeux d’Eduardo Bolsonaro et de Filipe Martins, activiste notable de la campagne présidentielle.
Reconnaissant pour cette précieuse aide, Ricardo Vélez Rodríguez adresse des remerciements publics à Olavo de Carvalho au premier paragraphe de sa première communication : « Chers amis, j’écris en tant qu’enseignant qui, par les voix de certaines personnes intéressées à l’éducation et à la culture (parmi eux mon ami le professeur Olavo de Carvalho) a été proposé par le président élu Jair Bolsonaro comme ministre de l’Éducation ».
Il est limogé après plusieurs polémiques. Il voulait modifier les livres d’histoire pour réhabiliter la dictature militaire (1964-1985) et obliger les élèves à chanter – en étant filmés – l’hymne national en la concluant par le slogan de campagne de Jair Bolsonaro : « Le Brésil au-dessus de tout, Dieu au-dessus de tous ». Tabata Amaral est en partie responsable de son limogeage après une interaction désastreuse pour celui-ci.

## Positions politiques

### Combat anti gramsciste
En 2006, Ricardo Vélez Rodríguez mène une violente charge contre Lula et le PT accusés de marxiser le Brésil, de pervertir l’éducation, de diffuser des idéologies contraires aux bonnes valeurs, de suivre la procédure sournoise du gramscisme . Il revient sur ce thème en 2015 dans A Grande Mentira - Lula e o Patrimonialismo Petista (“Le grand mensonge – Lula et le patrimonialisme” du PT), livre dont le seul titre éclaire le contenu : le patrimonialisme est en effet un système politique où le pouvoir n’appartient pas au peuple, mais dérive de ses seuls dirigeants. La couverture de cet ouvrage reproche au Parti des Travailleurs de « potentialiser les racines de la violence », de disséminer le communisme par la méthode de la « révolution culturelle gramscienne. »
Cette focalisation de Vélez Rodríguez sur Antonio Gramsci (1891-1937), cofondateur du Parti communiste italien, emprisonné par Mussolini de 1927 à sa mort, auteur des Cahiers de prison qui plaident pour une révolution communiste par l’hégémonie culturelle, est une marque de fabrique d’Olavo de Carvalho qui en fait pratiquement l’alpha et l’oméga de son discours anti-marxiste : « Toute personne, écrit Olavo de Carvalho, qui laisse l’ennemi modeler ses idées a déjà perdu. C’est la victoire parfaite. Lénine disait déjà que la victoire parfaite était obtenue sans lutte, lorsque l’adversaire se rend. Alors eux, la gauche, ont réussi. La gauche a adopté une tactique très intelligente créée par Antonio Gramsci, le penseur italien. Elle consiste en dominer d’abord l’ensemble de l’univers de la culture, des idées, de l’éducation avant de s’emparer du pouvoir. Alors ces gens-là étaient en train d’appliquer déjà cette tactique pendant le régime militaire. Ils ont occupé les universités, les rédactions des journaux. Soudainement, il n’y avait plus d’idées conservatrices en circulation. Et les gens qui n’ont plus d’idées n’ont plus moyen de se définir. Ils ne savent plus comment s’exprimer. Si un homme politique va aujourd’hui s’exprimer, il utilise le langage de la gauche. Il est idiot et présomptueux ».

### École sans parti
École sans parti est un mouvement politique fondé par l’avocat Miguel Naguib en 2004 destiné à arrêter l’« endoctrinement idéologique » dans les écoles, notamment celui de l’idéologie du genre. Il propose d’afficher dans les salles de classe les devoirs de neutralité du professeur,. Ricardo Vélez Rodríguez, antipetiste convaicu prêche pour sa part que l’éducation du genre « est une grande stupidité de la gauche petralha (note : il s’agit d’une désignation péjorative des militants du PT), qui prétend remplacer le pouvoir du père par l’endoctrinement gramscien pour en finir avec la famille traditionnelle et les valeurs chrétiennes. » En tout cas, il s’inscrit dans le combat contre le gramscisme. « Tout d’abord, répond-il à un sympathisant du PT, il faut nettoyer tout le déchet marxiste qui s’est emparé des propositions éducatives de nombreux fonctionnaires installés dans le ministère de l’Éducation. Et ceci simplement pour commencer […] Ils (les Instituts militaires) sont excellents parce qu’on y trouve du patriotisme, parce qu’on y fait ce qu’on a cessé depuis longtemps de faire dans de nombreuses institutions publiques d’enseignement : il y a de l’étude, de la discipline, de la valorisation des enseignants et de l’amour pour le Brésil »,

## Controverses
Début février 2019, Vélez Rodriguez provoque une levée de boucliers quand il veut justifier à l’hebdomadaire Veja le retour de l'enseignement de l’éducation morale et civique: « En voyage, déclare-t-il, le Brésilien est un cannibale. Il vole dans les hôtels, il vole le gilet de sauvetage de l’avion, il croit qu’il peut sortir d’une maison en emportant tout. C’est ce genre de comportement qui doit être corrigé à l’école. » 
L’indignation de la presse est unanime, à l’exemple de la Globo qui titre en espagnol, langue maternelle du ministre : « Por qué no te callas, Vélez ? » (« Pourquoi tu ne te tais pas, Vélez ? »).
Le député fédéral du PSB Alessandro Molon réunit immédiatement 176 signatures de ses collègues pour exiger la comparution du ministre devant la Chambre des députés : « Ce sont des déclarations inacceptables d’un ministre de l’éducation. Quelqu’un qui est né dans un autre pays, qui occupe un si haut poste dans le nôtre ne peut pas porter une attaque aussi grave à l’honneur des Brésiliens. » ,.

## Œuvres
- A grande mentira: Lula e o patrimonialismo petista. Vide Editorial, Capinas, 2015.
- Da guerra à pacificação: a escolha colombiana. Vide Editorial, Campinas, 2010.
- O Patrimonialismo Brasileiro em Foco (avec Antonio Paim, Antonio Roberto Batista et Paulo Kramer). Vide Editorial, Campinas, 2015
- Tópicos especiais de filosofia moderna. Juiz de Fora: UFJF; UEL, Londrina, 1995
- Estado, cultura y sociedad en la América Latina. Colección 30 años, Universidad Central.
- A democracia liberal segundo Alexis de Tocqueville. Ed. Mandarim, 1998.
- Keynes: doutrina e crítica. Ed. Cadernos liberais, 1999.
- O Trabalhismo após 1930. 2e éd. Editora Central da Universidade Gama Filho, Rio de Janeiro, 1994.